# Чаадаєв Петро Якович
Петро́ Я́кович Чаада́єв — (27 травня (7 червня) 1794, Москва — 14 (26) квітня 1856, Москва) — російський філософ (за власною оцінкою — «християнський філософ») і публіцист, оголошений урядом божевільним за свої твори, в яких різко критикував дійсність російського життя. Його праці були заборонені до публікації в імператорській Росії.

## Біографія
Петро Чаадаєв народився 7 червня (27 травня за старим стилем) 1794 року. У трирічному віці залишився без батьків. Після смерті батька й матері він разом з братом Михайлом потрапив з глушини Нижегородської губернії в московський будинок князя Д. М. Щербатова, що став, спільно з графом Толстим, їхнім опікуном.
У 1808 році Петро і Михайло Чаадаєви разом із двоюрідним братом Іваном Щербатовим вступили до Московського університету.
Якщо судити з відгуків Чаадаєва про професорів, то його захопили в студентські роки такі науки, як російська поезія і красномовство, філософські та політичні науки, римське право й історія, політична економія і дипломатія.
У травні 1812 року брати Чаадаєви вступають юнкерами в гвардію і потім направляються підпрапорщиками у Семенівський полк, в якому раніше служив їхній дядько-опікун.
Під час французько-російської війни 1812 року брав участь у Бородінській битві, в битвах під Кульмом, Тарутиним, Малоярославцем, при Лютцені та Бауцені, під Лейпцигом, брав Париж. Всю війну пройшов пліч-о-пліч зі своїм університетським другом Якушкіним.
У 1813 році Чаадаев перейшов із Семенівського полку, де залишилися його брат і друзі, до Охтирського гусарського полку.
З 1817 по 1821 рік Чаадаєв служить ад'ютантом командира гвардійського корпусу Васильчикова, в лейб-гусарському полку, який стояв у Царському Селі. Саме до того часу відноситься дружнє спілкування з Пушкіним, засноване на загальній схильності до глибокого роздуму, на прагненні осмислити російську дійсність.
Петро Чаадаєв був надзвичайно яскравою фігурою в петербурзькому суспільстві. Він часто спілкувався з великими князями Костянтином і Михайлом Павловичем, який прихильно до нього ставився. Чаадаєв був помічений і царем Олександром I.
Ніхто, крім найближчих за духом людей, не міг сумніватися у блискучій кар'єрі молодого офіцера. У жовтні 1820 року сталося чергове збурення деспотичними аракчеєвськими порядками, цього разу — в гвардійському Семенівському полку, над яким шефствував Олександр I. Повідомити про перипетії Семенівської історії царя, котрий перебував у Троппау на конгресі Священного союзу, взявся ад'ютант командувача корпусом графа Васильчикова Петро Чаадаєв. Багато хто угледів у цьому вчинку прагнення ще більше наблизитися до престолу, бажання зробити кар'єру. У грудні 1820 року Чаадаєв подає у відставку. Важко визначити якусь одну, вирішальну причину цього вчинку. Не виключено, що після бесіди з царем згасли надії Чаадаєва на «належний шлях» до слави, на поєднання особистої кар'єри з державними перетвореннями.
Питання про ставлення Чаадаєва до грудневого повстання і членство його в таємних товариствах є предметом постійних дискусій. Як би там не було, Чаадаєв був у дуже близьких відносинах з керівниками Північного товариства. Але він завжди виступав проти насильницьких методів ведення боротьби.
Чаадаєв визнавав, що перед від'їздом з Петербурга за кордон він бачився з Матвієм і Микитою Муравйовими, князем Трубецьким і Миколою Тургенєвим. Матвій Муравйов-Апостол і Раєвський, які вважалися елітою таємного суспільства, проводжали Чаадаєва. Коли декабристи виступили проти царя, Чаадаєв був за кордоном. Ще в 1823 році він відправився в трирічну мандрівку. Петро Якович відвідав Англію, Францію, Італію, Швейцарію, Німеччину. У Карлсбаді він зустрічався з німецьким філософом Шеллінгом. На батьківщину Чаадаєв повернувся лише восени 1826 року, коли його друзі-декабристи були засуджені.
Поразку декабристського руху передова громадськість переживала дуже глибоко. У Чаадаєва для цього були й причини особистого характеру.
З осені 1826 Чаадаєв жив у маєтку тітки в Дмитрівському повіті. П'ять років тривало його самітницьке життя, наповнене напруженою розумовою роботою.
Достеменно невідомо, чим займався Чаадаєв ці п'ять років. Можливо, що крім збережених у поліцейських архівах творів, були й інші роботи. Відомо, що до 1830 року він написав роботу «Філософський лист». З 1831 року він назавжди поселяється у флігелі великого будинку Є. Г. Левашової на Ново-Басманній. Тут живе якийсь час разом з М. Бакуніним, знайомиться з В. Бєлінським. Чаадаєв не належав, очевидно, ні до одного з утворених тоді гуртків. Він постійно відчував влаштований над ним таємний нагляд, від якого не рятувала і п'ятирічна «зразкова» поведінка в сільській глушині. 31 січня 1833 цензурний комітет не дав дозволу на публікацію представленої Чаадаєвим книги.
Чаадаєв наполегливо шукає можливість зробити надбанням широкої громадськості свої твори. Редактор журналу ліберального напрямку «Телескоп» Надєждін взяв на себе сміливість опублікувати перший «Філософський лист» в п'ятнадцятому номері за 1836 рік.
Галас від першої — і єдиної прижиттєвої — публікації Чаадаєва був величезний. Герцен дуже образно уподібнив «Філософський лист» пострілу серед ночі. У першому з філософських листів Чаадаєв радить своїй кореспондентці (мається на увазі Панова) дотримуватися всіх церковних обрядів, вправлятися у покорі, що, за його словами, «зміцнює розум». На думку Чаадаєва, тільки «розмірений спосіб життя» відповідає духовному розвитку.
У той же час він всіляко вихваляє Західну Європу, вважаючи, що там ідеї обов'язку, справедливості, права, порядку народилися з самих подій, що утворювали там суспільство, входять необхідним елементом у соціальний внесок. Чаадаєв бачив в католицькій церкві, яка панує на Заході, поборницю освіти і свободи. Одночасно Чаадаєв критикував кріпосне право в Росії.
Тон гонінням задав керуючий департаментом духовних справ іноземних сповідань Ф. Ф. Вігель. У листі митрополиту від 21 жовтня 1836 року він звертає пастирську увагу на те, що в «богопротивній статті … немає рядка, який би не був жахливим наклепом на Росію, ні слова, де не було б найжорстокішої образи нашої народної честі». Далі досить чітко формулюється обвинувачення у злочинній приналежності до революційної партії. Далі з'явилась резолюція царя, відповідно до якої Чаадаєва оголошували божевільним. Йому наказували не виходити з дому. Поліцейський нагляд озлобився відкритими примусовими заходами.
Вершина політичної думки Чаадаєва, разом з прокламаціями 1840-х років — «Апологія божевільного» (1837), написана в 1837 році і опублікована лише після його смерті в 1862 році в Парижі князем Гагаріним. Чаадаєв вже більш тверезо оцінює історію Росії. Він пише, що безплідність історичного розвитку Росії в минулому являє собою в певному сенсі благо, тому що російський народ не скутий скам'янілими формами життя і тому має волю духу, щоб виконати великі завдання майбутнього, які стоять перед ним. При цьому він надавав великого значення православ'ю, яке, на його думку, здатне пожвавити тіло католицької церкви.
Чаадаєв і в кінці свого життєвого шляху залишився вірний своєму принципу: шукати істину всупереч офіційній забороні, попри офіційну думку влади, всупереч існуванню цієї влади, але не за всяку ціну, не ціною своєї голови, а дотримуючись обережності, запобігаючи перед владою можновладців, запевняючи її в повній відданості. 30 жовтня 1837 року Микола I на доповідь московського генерал-губернатора князя Д. В. Голіцина про припинення «лікування» Чаадаєва наклав таку резолюцію: «Звільнити від медичного нагляду з умовою не сміти нічого писати». Чаадаєву було дозволено виходити на прогулянки, але не робити візитів. Він продовжував залишатися «божевільним», його побоювалися.
Петро Якович Чаадаєв помер квартирантом в чужому будинку 14 квітня 1856 року за старим стилем.
Через усі перипетії особистого життя Чаадаєв проніс глибоку і неординарну любов до батьківщини, до російського народу. Любов до батьківщини для нього — далеко не одне і те ж, що любов до царського дому і «публіки», яка загрузла в примхах та пожадливості.
У період розквіту творчих сил мислителя зміцнилася його віра в світлий ідеал такого суспільного устрою і такого шляху розвитку, при якому всі народи знайдуть шлях до просвітництва і свободи. З вірою в прийдешню годину Росії Чаадаєв пройшов свій шлях до кінця.

## Цитати
- |  | Історичного досвіду для нас не існує, покоління і століття минули для нас марно. Дивлячись на нас, можна було б сказати, що загальний закон людства скасовано щодо нас. Одинокі в світі, ми нічого не дали світові, нічого не навчили його; ми не запропонували жодної ідеї до чисельних ідей людських, нічим не сприяли прогресові людського розуму. Все, що ми отримали від цього прогресу, ми спотворили. З першої хвилини нашого суспільного існування ми нічого не зробили для загального блага людей; жодна корисна думка не народилась на безплідному ґрунті нашої батьківщини; жодна велика істина не вийшла з нашого середовища; ми не завдали собі клопоту придумати щось самим, а з того, що вигадали інші, ми переймали тільки оманливу зовнішність і даремну розкіш. |

- |  | …у нас немає нічого індивідуального, на що могла б опертись наша думка, але, відособлені дивною долею від всесвітнього руху людського, ми також нічого не сприйняли i зі спадкоємних ідей людського роду. …Ми, можна сказати, — народ винятковий. Ми належимо до тих націй, які мовби поза родом людським, а існують лишень для того, щоб дати світові який-небудь важливий урок… |

- |  | В наших головах геть немає нічого спільного, все там відокремлено і все там хитке і неповне. Мені здається навіть, що в нашому погляді є щось навдивовиж невизначене, холодне, невпевнене, що нагадує почасти фізіономію народів, що стоять на найнижчих щаблях соціальної драбини. В чужих краях, особливо на Півдні, де люди так одухотворені і виразні, я стільки разів порівнював обличчя своїх земляків з фізіономіями місцевих жителів і бував вражений цією німотою наших облич. |

## Значення творчості
Дослідник творчості філософа, кандидат філологічних наук, доктор наук із соціальних комунікацій, професор кафедри міжнародної журналістики Львівського національного університету імені Івана Франка, Мар'ян Житарюк твердить: «П. Я. Чаадаєв — не просто своєрідний камертон любові, християнства, гуманізму, який не визнає вищості однієї особи над іншою, бо від народження — всі рівні. Його ім'я давно повинно бути поряд із Карлейлем, Р. Емерсоном, Т. Масариком та іншими видатними мислителями-людинолюбцями».
"Постать росіянина Петра Чаадаєва цікава для нас, українських дослідників публіцистики, не тільки тому, що він — досі не визнаний пророк своєї вітчизни — Росії, один із небагатьох чесних високоосвічених християнських філософів i публіцистів світового значення, дуже популярний сьогодні у прогресивних наукових колах, зокрема серед молоді. Принципово важливе інше — історична правда. Ця правда полягає в тому, що не тільки представники пригноблених націй були спроможні (i спромоглись) на жертовність на благо своїх націй (як, наприклад, Тарас Шевченко)… "